# Plaza Dalida
La Plaza Dalida (en francés: Place Dalida; pronunciación en francés: /plas dalıda/) es una plaza del barrio Grandes-Carrières, en Montmartre, París, entre las calles L'Abreuvoir, Rue Girardon y la Allée des Brouillards, en XVIII Distrito de París, Esta plaza fue nombrada así en honor a la cantante Dalida, quien habitó a 192 metros de la actual plaza, en el número 11º bis de la Rue d'Orchampt.

## Origen del nombre
Dalida (El Cairo, Reino de Egipto, 17 de enero de 1933 - París, Francia, 3 de mayo de 1987) fue una cantante y actriz francesa de origen italiano, que habitó en la Rue d'Orchampt n.º 11 bis, a 192 metros de la plaza en Montmartre, desde 1962 hasta su suicidio con barbitúricos en 1987.
Después de su muerte Dalida se convirtió en icono francés, siendo la primera mujer en ganar un disco de diamante y 55 discos de oros (anexo:Premios y nominaciones recibidos por Dalida), y así convirtiéndose su casa y tumba en un lugar de peregrinaje en Montmartre, y entonces se le encarga a Alain Aslan que esculpa una estatua de ella para su tumba, y luego en el 1996 un busto de Dalida.

## Antecedentes
Hasta 1996 el lugar era una simple esquina que unía las Rue L'Abreuvoir, con dirección de norte a sur, y Rue Girardon, con dirección de oeste a este, y la Allée des Brouillards, el día 5 de diciembre de 1996 por decreto municipal la encrucijada, hasta ese entonces sin nombre, queda bautizada como Place Dalida (Plaza Dalida), además en ese año la cosecha de vino de Montmartre se nombró en su honor.

## Inauguración
El día 24 de abril de 1997 fue inaugurado solemnemente el busto de bronce, obra de Alain Aslan (Burdeos, Francia, 23 de mayo de 1930 - 11 de febrero de 2014 Sainte-Adèle, Quebec, Canadá) por el entonces alcalde parisino Jean Tiberi, frente al hermano de la cantante, Orlando, y una gran multitud, en honor al 10º aniversario de su muerte.

#### El busto
Realizado por Aslan, el busto está compuesto por cinco bloques de piedra de granito, el bloque más alto contiene un placa con la inscripción “YOLANDA GIGLIOTTI, dite, DALIDA, chanteuse comedienne, 1933 - 1987” es español “YOLANDA GIGLIOTTI, conocida como, DALIDA, cantante actriz, 1933 - 1987”, a lado del busto se encuentran tres árboles, desde la vista del busto se puede ver la Rue L'Abreuvoir y a lo lejos la Basílica del Sacré-Cœr.

## Mitos

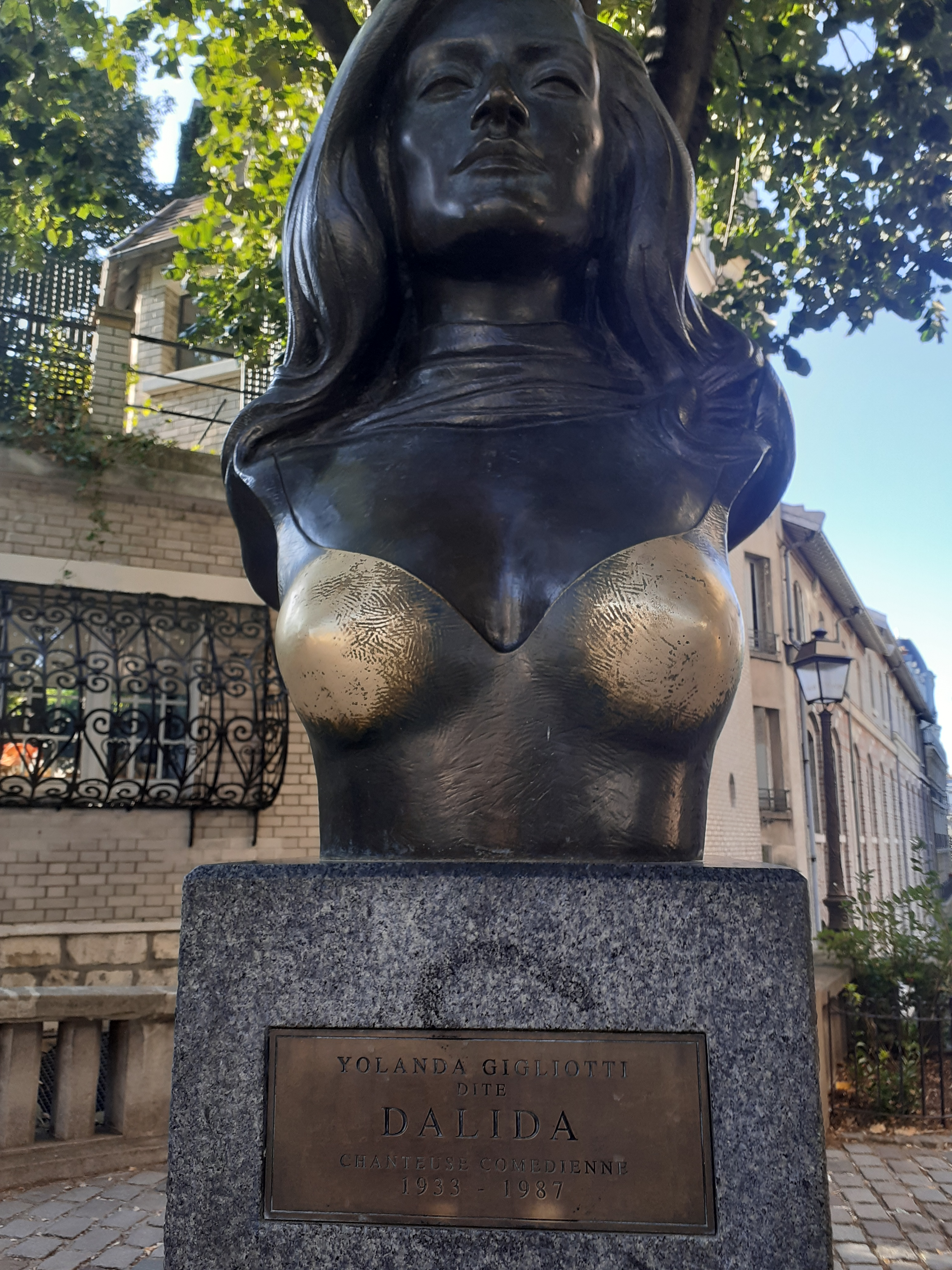
Busto de Dalida, realizado por Alain Aslan, se puede apreciar los senos dorados, por la cantidad de gente que los toca por "tradición".

Se han generados varios mitos alrededor de busto desde su inauguración, algunos de ellos son:
- Todo turista que toque los senos del busto volverá a La Ville Lumière.
- Toda persona que toque los senos del busto tendrá suerte en la vida y el amor.

#### Lugar de peregrinaje
Desde 1997 se ha convertido en un lugar de peregrinaje para los fanáticos de la cantante francesa, por estar muy cerca de donde habitó es muy común que la gente visite los dos sitios, o si no hacen un tour  iniciando en la Place Dalida, pasando por su casa, y terminando en su tumba.
A pesar de su popularidad, la plaza no está exenta del vandalismo, por ejemplo durante la manifestaciones a en apoyo a Theo, un joven arrestado muy violentamente en Aulnay-sous-Bois (Seine-Saint-Denis) , lo cual causó el impacto de habitantes, turistas y otros (por ejemplo Pierre-Yves Bournazel, représentante de Montmartre)

## En la cultura popular
- Este plaza aparece en título del juego de disparos en primera persona de Activision, Call of Duty: Modern Warfare 3, en el mapa multijugador "Resistance" enfrentando a la G.I.G.N. francesa contra las fuerzas invasoras rusas, en mapa se ve la plaza pero no el busto.
- En la película francesa de 2013, It Boy, durante una corta escena aparecen los protagonista Virginie Efira y Pierre Niney fueron mostrados en esta plaza.
- En la serie Heartstopper, durante una corta escena se ve a los protagonistas en la plaza dalida frente al busto.
- En la película de 2014, 3 day to kill, dirigida po McG, protagonizado por Kevin Costner, algunas escenas fueron filmadas aquí.[10]

## Galería

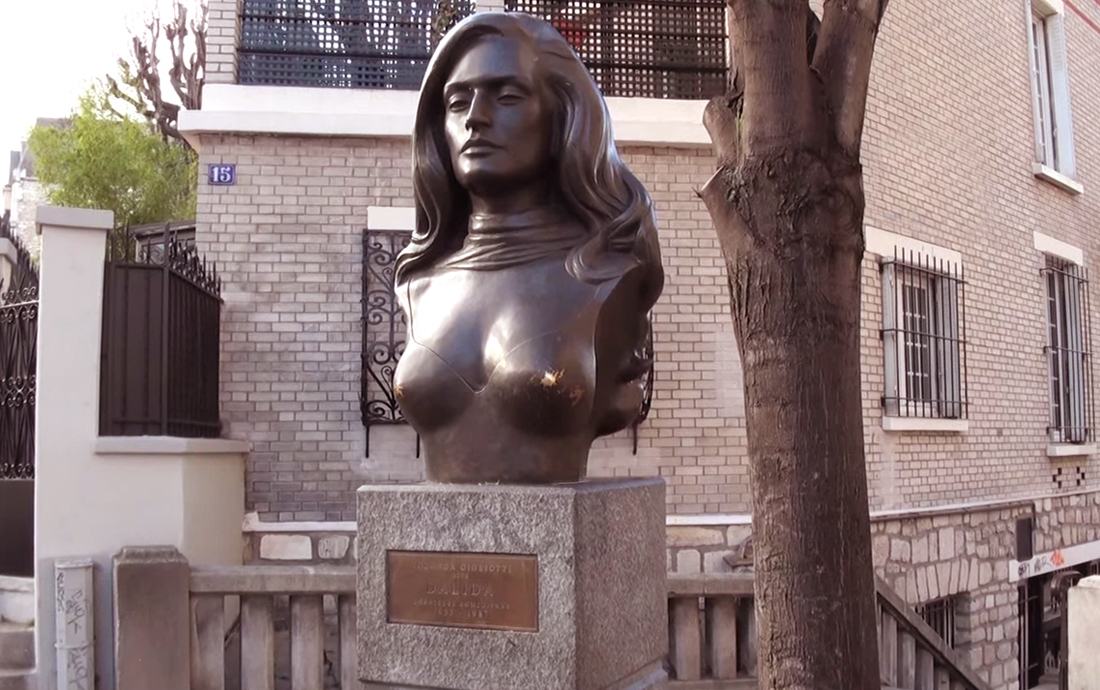
El busto de Dalida.
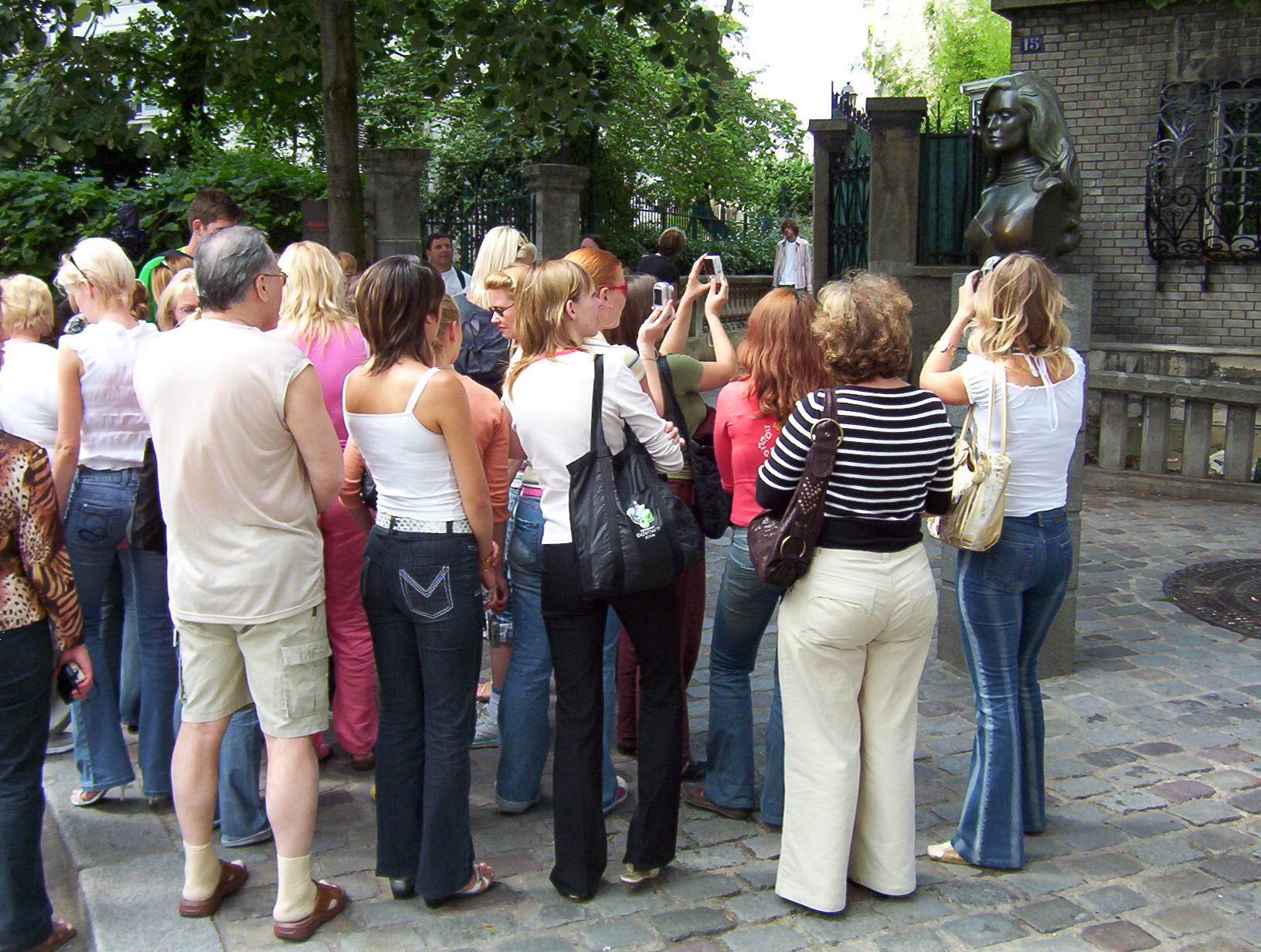
La place llena de turistas.
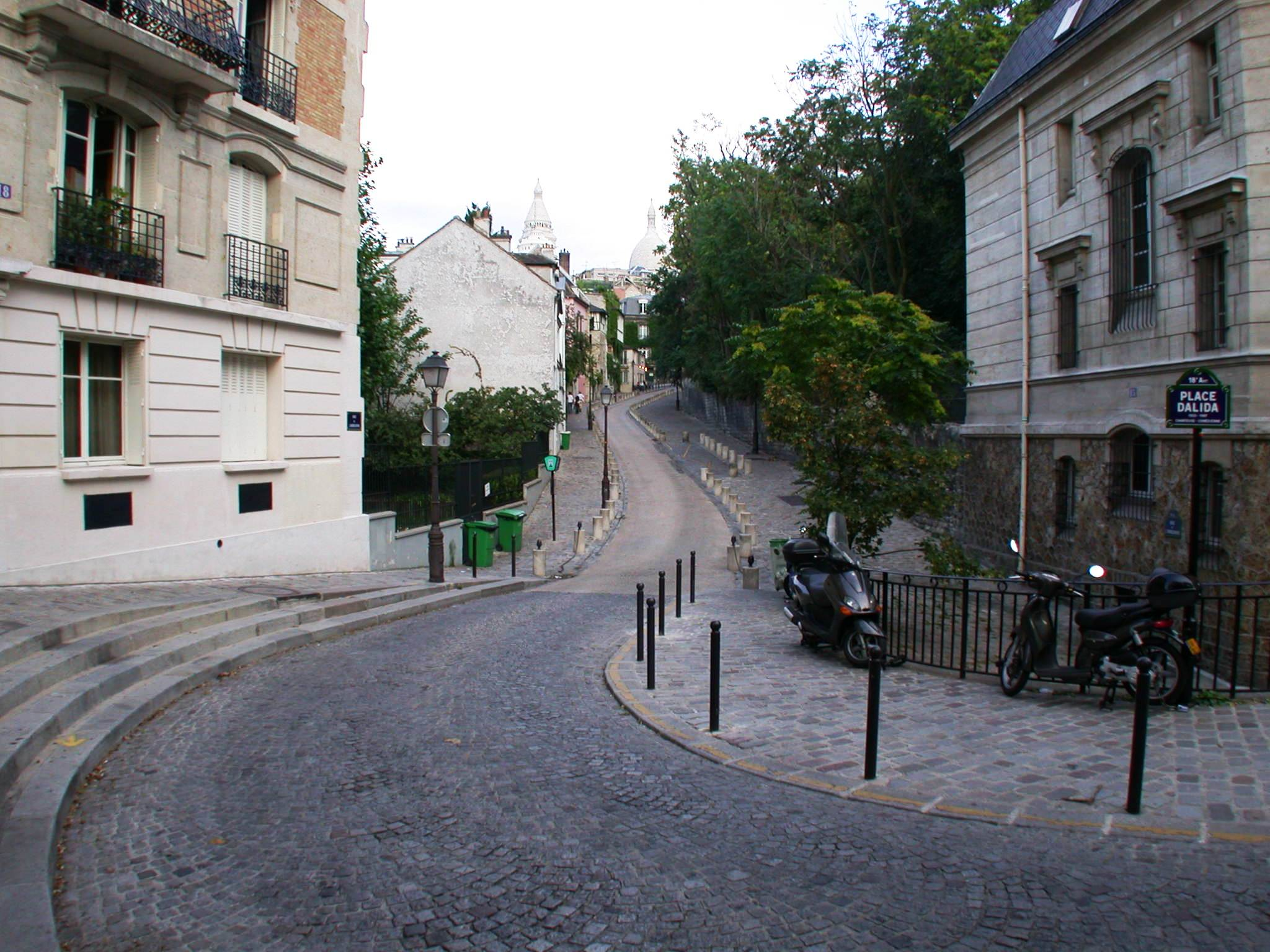
Vista de la Rue L'Abreuvoir